# Šlechtic (titul)

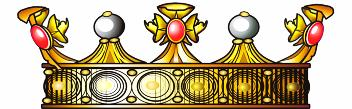
Hodnostní koruna šlechty bez titulu uživaná v západní Evropě.

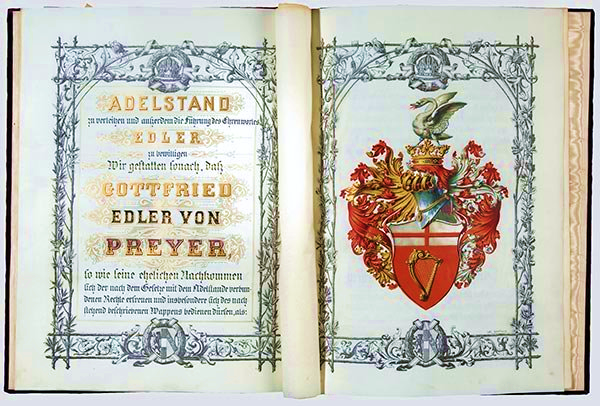
Dvojstrana nobilitačního diplomu pro prostého šlechtice (konkrétně Gottfrieda Preyera) – příjemci je udělen čestný titul šlechtic (Edler) a erb (s jednou turnajskou přilbou)

Prosté šlechtictví (německy einfacher Adelstand), též šlechta bez titulu, bylo označení šlechtické hodnosti udělované do roku 1918 především v Bavorsku a Rakousku, kde byla nižší šlechta rozdělena (na rozdíl např. od Uher) na vyšší rytířský a nižší šlechtický stav. Důležité bylo toto rozdělení v Rakouském císařství hlavně před rokem 1848, protože prostí šlechtici neměli nárok na místo mezi zemskými stavy (nemohli získat inkolát, zasedat na zemském sněmu a zastávat zemské úřady). Současně s nobilitací získával šlechtic nárok na predikát von (česky z), po zaplacení taxy pak mohl získat predikát (přídomek) nebo čestný titul (Ehrenwort) šlechtic, něm. Edler, případně obojí.
Čestný titul šlechtic mohl být vložen spolu s předložkou z mezi křestní jméno a příjmení (např. Friedrich Ignaz Emperger po se zisku toho titulu mohl psát Friedrich Ignaz šlechtic/Edler von Emperger) nebo spolu s přídomkem za příjmení (např. Joseph Steiner se po zisku čestného titulu a přídomku mohl psát Joseph Steiner Edler von Steinstätten, česky Joseph Steiner šlechtic z Steinstättenu).
V heraldické praxi Rakouského císařství náležel prostým šlechticům nárok na jedinou turnajskou přílbu (rytíři užívali dvě). Hodnostní koruna byla v jejich případě zakázána, protože tzv. honosné kusy (koruny, štítonoši atd.) byly výsadou panského stavu (vyšší šlechty). Tzv. šlechtická koruna se užívala jen v západní Evropě.